# Serghei Pașcenco
Serghei Pașcenco (ur. 18 grudnia 1982 w Tyraspolu) – mołdawski piłkarz występujący na pozycji bramkarza w mołdawskim klubie Sheriff Tyraspol. Były, dwudziestokrotny, reprezentant Mołdawii. Obecnie pełni również rolę trenera bramkarzy.

## Życie prywatne
Ma młodszego brata Alexandru, który również jest piłkarzem.

## Sukcesy

### Klubowe
Sheriff Tyraspol
- Mistrz Mołdawii: 2004/2005, 2005/2006, 2006/2007, 2018, 2019, 2020/2021
- Zdobywca Pucharu Mołdawii: 2005/2006, 2014/2015, 2018/2019
- Zdobywca Superpucharu Mołdawii: 2004/2005

Zaria Bielce
- Zdobywca Pucharu Mołdawii: 2015/2016